# Barbara Mensah
Barbara Mensah est une juge britannique d'origine ghanéenne. Elle est devenue le premier juge de circuit d'origine africaine en Angleterre et au Pays de Galles, symbolisant et ouvrant la voie à une diversité souhaitée dans cette profession.

## Biographie
Barbara Mensah est née en mars 1959 au Ghana, pays noir-africain colonisé ayant accédé à l’indépendance en 1957. Elle est la fille d'une personnalité des affaires. Elle vit au Ghana jusqu'à l'âge de six ans, puis elle et sa famille s’installent au Royaume-Uni. Elle étudie à la Millfield School, un pensionnat privé britanniquel, puis se consacre à la philosophie à l'université du pays de Galles à Swansea avant de suivre une formation d'avocate. Elle est la première diplômée universitaire de sa famille. Elle est également ancienne élève de la City University London et de la Queen Mary University of London.
Elle est admise au barreau de Lincoln's Inn en 1984. Au début de son parcours professionnel, elle a travaillé dans le secteur privé, puis a siégé au sein d'un tribunal des services financiers. Intéressée, elle a décidé de poursuivre dans cette voie. Elle devient auxiliaire de justice en 2003. En 2005, elle est nommée juge de circuit  sur le South Eastern Circuit puis, depuis 2016, juge de circuit à la Luton Crown Court, première femme d'origine africaine à accéder à ce type de poste,. En 2015, City, University of London, lui décerne le titre honorifique de Juris Doctor en reconnaissance de sa contribution aux professions judiciairse.

## Publications
- (en) European Human Rights Case Summaries, Routledge, 2012, 1220 p. (ISBN 978-1135339302)